# Olympische Sommerspiele 2012/Kanu – Einer-Kajak Slalom (Frauen)
Der Kanuslalomwettbewerb im Einer-Kajak Slalom der Frauen bei den Olympischen Spielen 2012 in London wurde am 30. Juli und 2. August 2012 im Lee Valley White Water Centre ausgetragen. 21 Athletinnen nahmen teil.
Zunächst wurde ein Vorlauf ausgetragen, bei dem alle Kanutinnen zwei Versuche hatten und der schnellere der beiden Durchgänge gewertet wurde. Die Athletinnen auf den Positionen 1–15 rückten ins Halbfinale vor, die übrigen Teilnehmerinnen schieden aus. Im Halbfinale wurde nur ein Lauf ausgetragen, die besten Zehn rückten ins Finale vor. Auch im Finale wurde die Olympiasiegerin in nur einem Lauf ermittelt.

## Titelträger
| Olympiasieger | Elena Kaliská  | Peking 2008     |
| Weltmeister   | Corinna Kuhnle | Bratislava 2011 |

## Zeitplan
- Vorlauf: 30. Juli 2012, 14:22 Uhr (Ortszeit)
- Halbfinale: 2. August 2012, 14:12 Uhr (Ortszeit)
- Finale: 2. August 2012, 15:57 Uhr (Ortszeit)

## Vorlauf
Anmerkung: Die Strafe, also die Strafsekunden, sind bereits in der Zeit mit einberechnet.
| Platz | Kanutin             | Nation             | Lauf 1   | Lauf 1 | Lauf 1 | Lauf 2   | Lauf 2 | Lauf 2 | Gesamt    |
| Platz | Kanutin             | Nation             | Zeit     | Strafe | Rang   | Zeit     | Strafe | Rang   | Defizit   |
| ----- | ------------------- | ------------------ | -------- | ------ | ------ | -------- | ------ | ------ | --------- |
| 1     | Maialen Chourraut   | Spanien            | 98,75 s  | 2      | 1      | 107,91 s | 2      | 10     |           |
| 2     | Lizzie Neave        | Großbritannien     | 101,95 s | 0      | 4      | 98,92 s  | 0      | 1      | + 0,17 s  |
| 3     | Clara Giai Pron     | Italien            | 99,66 s  | 0      | 2      | 112,65 s | 8      | 15     | + 0,91 s  |
| 4     | Jessica Fox         | Australien         | 165,36 s | 52     | 18     | 100,33 s | 0      | 2      | + 1,58 s  |
| 5     | Štěpánka Hilgertová | Tschechien         | 101,50 s | 0      | 3      | 100,75 s | 0      | 3      | + 2,00 s  |
| 6     | Jana Dukátová       | Slowakei           | 105,14 s | 4      | 5      | 101,37 s | 4      | 4      | + 2,62 s  |
| 7     | Corinna Kuhnle      | Österreich         | 160,06 s | 50     | 16     | 101,77 s | 2      | 5      | + 3,02 s  |
| 8     | Jasmin Schornberg   | Deutschland        | 106,27 s | 0      | 6      | 102,14 s | 4      | 6      | + 3,39 s  |
| 9     | Natalia Pacierpnik  | Polen              | 110,58 s | 2      | 11     | 102,38 s | 0      | 7      | + 3,63 s  |
| 10    | Émilie Fer          | Frankreich         | 112,77 s | 4      | 12     | 106,46 s | 6      | 8      | + 7,71 s  |
| 11    | Eva Terčelj         | Slowenien          | 107,17 s | 2      | 7      | 107,57 s | 4      | 9      | + 8,42 s  |
| 12    | Li Jingjing         | China              | 108,53 s | 2      | 8      | 111,22 s | 6      | 14     | + 9,78 s  |
| 13    | Marta Charitonowa   | Russland           | 108,85 s | 4      | 9      | 109,77 s | 2      | 12     | + 10,10 s |
| 14    | Hannah Craig        | Irland             | 117,07 s | 8      | 14     | 108,99 s | 2      | 11     | + 10,24 s |
| 15    | Luuka Jones         | Neuseeland         | 109,23 s | 6      | 10     | 258,69 s | 152    | 20     | + 10,48 s |
| 16    | Ana Sátila          | Brasilien          | 179,92 s | 56     | 21     | 110,83 s | 2      | 13     | + 12,08 s |
| 17    | Caroline Queen      | Vereinigte Staaten | 117,05 s | 2      | 13     | 136,23 s | 4      | 19     | + 18,30 s |
| 18    | Ella Nicholas       | Cookinseln         | 118,69 s | 4      | 15     | 118,29 s | 4      | 16     | + 19,54 s |
| 19    | Moe Kaifuchi        | Japan              | 171,63 s | 50     | 19     | 121,29 s | 6      | 17     | + 22,54 s |
| 20    | Elise Chabbey       | Schweiz            | 162,92 s | 50     | 17     | 126,46 s | 6      | 18     | + 27,71 s |
| 21    | Jihane Samlal       | Marokko            | 174,09 s | 60     | 20     | 276,32 s | 156    | 21     | + 75,34 s |

## Halbfinale
Anmerkung: Die Strafe, also die Strafsekunden, sind bereits in der Zeit mit einberechnet.
| Platz | Kanutin             | Nation         | Zeit     | Strafe | Defizit   |
| ----- | ------------------- | -------------- | -------- | ------ | --------- |
| 1     | Natalia Pacierpnik  | Polen          | 107,79 s | 2      |           |
| 2     | Maialen Chourraut   | Spanien        | 108,34 s | 2      | + 0,55 s  |
| 3     | Émilie Fer          | Frankreich     | 109,73 s | 0      | + 1,94 s  |
| 4     | Jana Dukátová       | Slowakei       | 110,48 s | 0      | + 2,69 s  |
| 5     | Corinna Kuhnle      | Österreich     | 111,07 s | 2      | + 3,28 s  |
| 6     | Marta Charitonowa   | Russland       | 111,44 s | 2      | + 3,65 s  |
| 7     | Jasmin Schornberg   | Deutschland    | 112,25 s | 0      | + 4,46 s  |
| 8     | Jessica Fox         | Australien     | 112,63 s | 4      | + 4,84 s  |
| 9     | Štěpánka Hilgertová | Tschechien     | 114,10 s | 0      | + 6,31 s  |
| 10    | Hannah Craig        | Irland         | 116,12 s | 2      | + 8,33 s  |
| 11    | Li Jingjing         | China          | 117,02 s | 4      | + 9,23 s  |
| 12    | Lizzie Neave        | Großbritannien | 117,30 s | 6      | + 9,51 s  |
| 13    | Eva Terčelj         | Slowenien      | 117,36 s | 6      | + 9,57 s  |
| 14    | Luuka Jones         | Neuseeland     | 121,41 s | 4      | + 13,62 s |
| 15    | Clara Giai Pron     | Italien        | 176,61 s | 52     | + 68,82 s |

## Finale
Anmerkung: Die Strafe, also die Strafsekunden, sind bereits in der Zeit mit einberechnet.
| Platz | Kanutin             | Nation      | Zeit     | Strafe | Defizit   |
| ----- | ------------------- | ----------- | -------- | ------ | --------- |
| 1     | Émilie Fer          | Frankreich  | 105,90 s | 0      |           |
| 2     | Jessica Fox         | Australien  | 106,51 s | 0      | + 0,61 s  |
| 3     | Maialen Chourraut   | Spanien     | 106,87 s | 0      | + 0,97 s  |
| 4     | Štěpánka Hilgertová | Tschechien  | 109,16 s | 0      | + 3,26 s  |
| 5     | Jasmin Schornberg   | Deutschland | 110,97 s | 0      | + 5,07 s  |
| 6     | Jana Dukátová       | Slowakei    | 111,60 s | 2      | + 5,70 s  |
| 7     | Natalia Pacierpnik  | Polen       | 115,08 s | 2      | + 9,18 s  |
| 8     | Corinna Kuhnle      | Österreich  | 119,30 s | 2      | + 13,40 s |
| 9     | Marta Charitonowa   | Russland    | 120,91 s | 6      | + 15,01 s |
| 10    | Hannah Craig        | Irland      | 127,36 s | 6      | + 21,46 s |